# 川勝広英
川勝 広英（かわかつ ひろひで）は、江戸時代前期から中期の旗本。知氏系重氏流川勝家の4代当主。

## 生涯
寛文5年（1665年）、川勝隆房の三男として江戸に生まれ、後に川勝広宣の末期養子となった。元禄3年（1690年）8月6日、義父広宣の死去により、その家督（下野内300石、蔵米400俵）を継ぎ、同年10月23日に初めて将軍徳川綱吉に謁見した。
元禄10年（1697年）7月26日、蔵米を改めて、常陸国新治郡、筑波郡、河内郡内において400石を給わり、全てで下野・常陸内700石を知行した。元禄11年（1698年）3月19日、書院番に列し、元禄14年（1701年）5月26日に桐間番に移り、同年8月7日に書院番に戻った。
享保18年（1733年）7月22日、69歳で没した。家督は婿養子の広達が継いだ。